# Paratella iodipennis
Paratella iodipennis är en insektsart som först beskrevs av Walker 1838.  Paratella iodipennis ingår i släktet Paratella och familjen Flatidae. Inga underarter finns listade i Catalogue of Life.